# Règle des buts marqués à l'extérieur
La règle des buts marqués à l'extérieur est un système de départage arbitraire utilisé dans certaines compétitions sportives qui s'applique lorsque deux équipes se retrouvent à égalité après s'être rencontrées en « match aller-retour ». Cette règle est notamment utilisée au football et au handball.
En application de cette règle, si deux équipes sont à égalité au cumul des buts marqués à l'issue d'une opposition en matchs aller et retour, la qualification (ou le titre s’il s’agit d’une finale) va à l’équipe ayant marqué le plus de buts à l’extérieur. Les lois du jeu y font référence sous l'expression « compter double ». La règle vise normalement les matchs à élimination directe mais peut aussi être utilisée pour des matchs aller-retour disputés dans un groupe.
Cette règle fut appliquée la première fois au niveau international par l'Union des associations européennes de football (UEFA) pour la Coupe des coupes 1965-1966. En 1969, l'UEFA l'a étendue à toutes les compétitions européennes de clubs, puis à l'ensemble des compétitions qu'elle organise. Progressivement la règle s'est diffusée largement en dehors du giron de l'UEFA, comme en France où la FFF l'a notamment adoptée pour la Coupe de France à partir de 1976. Controversée en raison de son caractère arbitraire et du fait que l'avantage du terrain n'est plus aussi marqué que cinquante ans plus tôt, la règle du but à l'extérieur est finalement remise en question : l'UEFA décide ainsi en 2021 de la supprimer de toutes ses compétitions de clubs, notamment la Ligue des champions et la Ligue Europa. Cette abolition entre en vigueur dès la saison 2021-2022. La Fédération européenne de handball (EHF) en fait de même dès la saison 2022-2023.

## À l'issue du temps réglementaire du match retour
Après deux rencontres, si les deux équipes ont un résultat cumulé égal, c'est l'équipe ayant marqué le plus de buts à l'extérieur qui se qualifie.
Dans l'exemple suivant, les deux équipes ont inscrit 4 buts chacune sur les deux rencontres. Le Bayern Munich et la Fiorentina ont marqué respectivement 2 et 1 but à Munich puis 2 et 3 buts à Florence. Selon la règle des buts marqués à l'extérieur, le Bayern est qualifié aux dépens de la Fiorentina.
|                                                    | Domicile                                                                | Score                                                                   | Extérieur                                                               |                                                    |
| Ligue des Champions 2009-2010 – Huitième de finale | Ligue des Champions 2009-2010 – Huitième de finale                      | Ligue des Champions 2009-2010 – Huitième de finale                      | Ligue des Champions 2009-2010 – Huitième de finale                      | Ligue des Champions 2009-2010 – Huitième de finale |
| -------------------------------------------------- | ----------------------------------------------------------------------- | ----------------------------------------------------------------------- | ----------------------------------------------------------------------- | -------------------------------------------------- |
| Match aller                                        | Bayern Munich                                                           | 2 – 1                                                                   | ACF Fiorentina                                                          |                                                    |
| Match retour                                       | ACF Fiorentina                                                          | 3 – 2                                                                   | Bayern Munich                                                           |                                                    |
|                                                    |                                                                         |                                                                         |                                                                         |                                                    |
| Score cumulé                                       | Bayern Munich                                                           | 4 – 4                                                                   | ACF Fiorentina                                                          |                                                    |
| Buts marqués à l'extérieur                         | Bayern Munich                                                           | 2 – 1                                                                   | ACF Fiorentina                                                          |                                                    |
| Qualifié                                           | Bayern Munich avec 2 buts à l'extérieur contre 1 pour la ACF Fiorentina | Bayern Munich avec 2 buts à l'extérieur contre 1 pour la ACF Fiorentina | Bayern Munich avec 2 buts à l'extérieur contre 1 pour la ACF Fiorentina |                                                    |

Elle fut utilisée pour la première fois lors de la Coupe d'Europe des vainqueurs de coupe en 1965 , et permit en huitièmes de finale au Budapest Honvéd FC de se qualifier face au Dukla Prague (victoire à Prague 3-2, défaite à domicile 1-2).
Cette règle fut ensuite introduite en Coupe des villes de foire la saison suivante. En Coupe d'Europe des clubs champions, la règle fut appliquée pour le premier tour en 1967-1968, puis jusqu'au second tour en 1968-1969, et enfin pour toute la compétition en 1970-1971. Auparavant, un match d'appui était joué sur terrain neutre.
Cette règle n'apporte cependant pas de solution de départage lorsque les deux résultats aller et retour sont inversés ou sont des scores nuls identiques.

## À l'issue du temps réglementaire et de la prolongation
La règle des buts marqués à l'extérieur ne permettant pas de départager deux équipes si elles ont inscrit le même nombre de buts total et à l'extérieur, les règlements des compétitions prévoient généralement une prolongation.
La prolongation « fait partie » du match retour pour l'UEFA, c'est-à-dire que la règle du but à l'extérieur s'applique sur l'ensemble de la rencontre prolongée. Par conséquent le moindre but qui est marqué durant la prolongation empêche la tenue de tirs au but. L'UEFA précise dans les règlements de la Ligue des Champions et de la Ligue Europa que « si les deux équipes marquent le même nombre de buts pendant la prolongation, les buts marqués à l’extérieur comptent double (c’est-à-dire que le club visiteur se qualifie) »,. Cela a aussi pour conséquence d'avantager l'équipe visiteuse pendant la prolongation : il lui suffit de conserver le résultat lors de la prolongation pour ne pas être éliminée et de marquer au moins autant de buts que son adversaire durant cette période pour se qualifier. L'exemple suivant illustre ce cas, le Bayern Munich éliminant le Getafe CF en obtenant après prolongation un match nul 3-3 en Espagne.
|                                              | Domicile                                                           | Score                                                              | Extérieur                                                          |                                        |
| Coupe UEFA 2007-2008 – Quart de finale       | Coupe UEFA 2007-2008 – Quart de finale                             | Coupe UEFA 2007-2008 – Quart de finale                             | Coupe UEFA 2007-2008 – Quart de finale                             | Coupe UEFA 2007-2008 – Quart de finale |
| -------------------------------------------- | ------------------------------------------------------------------ | ------------------------------------------------------------------ | ------------------------------------------------------------------ | -------------------------------------- |
| Match aller                                  | Bayern Munich                                                      | 1 – 1                                                              | Getafe CF                                                          |                                        |
| Match retour à la fin du temps réglementaire | Getafe CF                                                          | 1 – 1                                                              | Bayern Munich                                                      |                                        |
| Match retour après prolongation              | Getafe CF                                                          | 3 – 3                                                              | Bayern Munich                                                      |                                        |
|                                              |                                                                    |                                                                    |                                                                    |                                        |
| Score cumulé                                 | Bayern Munich                                                      | 4 – 4                                                              | Getafe CF                                                          |                                        |
| Buts marqués à l'extérieur                   | Bayern Munich                                                      | 3 – 1                                                              | Getafe CF                                                          |                                        |
| Qualifié                                     | Bayern Munich avec 3 buts à l'extérieur contre 1 pour le Getafe CF | Bayern Munich avec 3 buts à l'extérieur contre 1 pour le Getafe CF | Bayern Munich avec 3 buts à l'extérieur contre 1 pour le Getafe CF |                                        |

## À l'issue du temps réglementaire seulement
Certaines compétitions peuvent appliquer la règle des buts marqués à l'extérieur à l'issue des 90 minutes puis l'ignorer lors de l'éventuelle prolongation.
Pour la Confédération de football d'Amérique du Nord, d'Amérique centrale et des Caraïbes (CONCACAF), la prolongation échappe à la règle des buts à l'extérieur. Ainsi dans les compétitions de la CONCACAF, si les deux équipes marquent le même nombre de buts pendant la prolongation, une séance de tirs au but est organisée pour les départager.
L'exemple suivant illustre ce cas, au cours des demi-finales de la Ligue des champions de la CONCACAF 2008-2009 où le Cruz Azul FC élimine les Islanders de Porto Rico aux tirs au but, alors que les portoricains se seraient qualifiés pour la finale si la règle avait été appliquée après prolongation (un but à l'extérieur à zéro).
|                                                            | Domicile                                                               | Score                                                                  | Extérieur                                                              |                                                            |
| Ligue des champions de la CONCACAF 2008-2009 – Demi-finale | Ligue des champions de la CONCACAF 2008-2009 – Demi-finale             | Ligue des champions de la CONCACAF 2008-2009 – Demi-finale             | Ligue des champions de la CONCACAF 2008-2009 – Demi-finale             | Ligue des champions de la CONCACAF 2008-2009 – Demi-finale |
| ---------------------------------------------------------- | ---------------------------------------------------------------------- | ---------------------------------------------------------------------- | ---------------------------------------------------------------------- | ---------------------------------------------------------- |
| Match aller                                                | Islanders de Porto Rico                                                | 2 – 0                                                                  | Cruz Azul                                                              |                                                            |
| Match retour à la fin du temps réglementaire               | Cruz Azul                                                              | 2 – 0                                                                  | Islanders de Porto Rico                                                |                                                            |
| Match retour après prolongation                            | Cruz Azul                                                              | 3 – 1                                                                  | Islanders de Porto Rico                                                |                                                            |
|                                                            |                                                                        |                                                                        |                                                                        |                                                            |
| Score cumulé après prolongation                            | Cruz Azul                                                              | 3 – 3                                                                  | Islanders de Porto Rico                                                |                                                            |
| Buts marqués à l'extérieur                                 | Cruz Azul                                                              | 0 – 1                                                                  | Islanders de Porto Rico                                                |                                                            |
| Séance de tirs au but                                      | Cruz Azul                                                              | 4 – 2                                                                  | Islanders de Porto Rico                                                |                                                            |
| Qualifié                                                   | Cruz Azul avec 4 tirs au but contre 2 pour les Islanders de Porto Rico | Cruz Azul avec 4 tirs au but contre 2 pour les Islanders de Porto Rico | Cruz Azul avec 4 tirs au but contre 2 pour les Islanders de Porto Rico |                                                            |

## À l'issue de la prolongation seulement
En revanche, certaines compétitions n'utilisent pas la règle du but à l'extérieur à l'issue des deux fois 90 minutes, mais organisent une prolongation avant d'utiliser la règle uniquement à l'issue de la prolongation, s'il y a toujours égalité au cumul, afin d'éviter une séance de tirs au but.
Cette méthode est utilisée pour départager les égalités en Coupe de la ligue anglaise, lors des rencontres aller-retour, à savoir les demi-finales.
L'exemple suivant montre l'application unique de la règle après la prolongation.
|                                                    | Domicile                                                    | Score                                                       | Extérieur                                                   |                                                    |
| Coupe de la Ligue anglaise 1995-1996 – Demi-finale | Coupe de la Ligue anglaise 1995-1996 – Demi-finale          | Coupe de la Ligue anglaise 1995-1996 – Demi-finale          | Coupe de la Ligue anglaise 1995-1996 – Demi-finale          | Coupe de la Ligue anglaise 1995-1996 – Demi-finale |
| -------------------------------------------------- | ----------------------------------------------------------- | ----------------------------------------------------------- | ----------------------------------------------------------- | -------------------------------------------------- |
| Match aller                                        | Arsenal                                                     | 2 – 2                                                       | Aston Villa                                                 |                                                    |
| Match retour à la fin du temps réglementaire       | Aston Villa                                                 | 0 – 0                                                       | Arsenal                                                     |                                                    |
|                                                    | La règle des buts à l'extérieur n'est pas appliquée         |                                                             |                                                             |                                                    |
| Match retour après prolongation                    | Aston Villa                                                 | 0 – 0                                                       | Arsenal                                                     |                                                    |
|                                                    |                                                             |                                                             |                                                             |                                                    |
| Score cumulé                                       | Aston Villa                                                 | 2 – 2                                                       | Arsenal                                                     |                                                    |
| Buts marqués à l'extérieur                         | Aston Villa                                                 | 2 – 0                                                       | Arsenal                                                     |                                                    |
| Qualifié                                           | Aston Villa avec 2 buts à l'extérieur contre 0 pour Arsenal | Aston Villa avec 2 buts à l'extérieur contre 0 pour Arsenal | Aston Villa avec 2 buts à l'extérieur contre 0 pour Arsenal |                                                    |

Si les résultats dans le temps règlementaire sont similaires à l'aller comme au retour (Wigan-Arsenal 2006), cette règle ne change rien qu'elle soit ou non appliquée après le temps règlementaire, car à ce moment-là elle est inutile.
En revanche, lorsque la règle n'est appliquée seulement qu'après la prolongation, la possibilité qu'une prolongation survienne est plus fréquente, l'usage de la règle devient moins fréquent. Cela pourrait ainsi éviter aux équipes de trop calculer en prévision de la règle, en particulier lors du match aller.

## Non application
C'est l'organisateur de la compétition qui décide de l'utilisation ou non de cette règle. Ainsi lors des Coupe de France jusqu'en 1976, une égalité après aller-retour conduit systématiquement à un prolongation, puis une égalité dans celle-ci conduisant aux tirs au but dans les années 1970 ou au match d'appui à l'époque plus ancienne (la règle des tirs au but n'existait pas).
L'exemple suivant illustre ce cas, au cours de la demi-finale de la Coupe de France 1971 où le Stade rennais football club élimine l'Olympique de Marseille aux tirs au but, alors que les marseillais se seraient qualifiés pour la finale dès la fin du temps réglementaire si la règle des buts à l'extérieur avait été en vigueur. Les rennais remporteront la Coupe, alors que les marseillais se rattraperont l'année suivante en éliminant Reims en demi-finale dans les mêmes circonstances avant de gagner la finale 1972.
|                                                      | Domicile                                             | Score                                                | Extérieur                                            |
| Coupe de France de football 1970-1971 - Demi-finales | Coupe de France de football 1970-1971 - Demi-finales | Coupe de France de football 1970-1971 - Demi-finales | Coupe de France de football 1970-1971 - Demi-finales |
| ---------------------------------------------------- | ---------------------------------------------------- | ---------------------------------------------------- | ---------------------------------------------------- |
| Match aller                                          | Olympique de Marseille                               | 1 – 0                                                | Stade rennais                                        |
| Match retour à la fin du temps réglementaire         | Stade rennais                                        | 2 – 1                                                | Olympique de Marseille                               |
| Match retour                                         | Stade rennais                                        | 2 – 1                                                | Olympique de Marseille                               |
|                                                      |                                                      |                                                      |                                                      |
| Score cumulé                                         | Stade rennais                                        | 2 – 2                                                | Olympique de Marseille                               |
| Buts marqués à l'extérieur                           | Stade rennais                                        | 0 – 1                                                | Olympique de Marseille                               |
|                                                      | La règle des buts à l'extérieur n'est pas appliquée  |                                                      |                                                      |
| Match retour après prolongations                     | Stade rennais                                        | 2 – 1                                                | Olympique de Marseille                               |
|                                                      |                                                      |                                                      |                                                      |
| Score cumulé                                         | Stade rennais                                        | 2 – 2                                                | Olympique de Marseille                               |
| Séance de tirs au but                                | Stade rennais                                        | 3 – 1                                                | Olympique de Marseille                               |
| Qualifié                                             | Stade rennais avec 3 tirs au but contre 1            | Stade rennais avec 3 tirs au but contre 1            | Stade rennais avec 3 tirs au but contre 1            |

## Disparition de la règle dans toutes les compétitions interclubs de l’UEFA
À compter de la saison 2021-2022, le comité exécutif de l’UEFA décide de l'abolition de la règle. Cette décision est prise à l'issue d'une consultation des instances du football européen, en particulier la commission du football féminin de l’UEFA et la commission des compétitions interclubs, mais sans prendre en compte l'avis des supporters, joueurs, entraîneurs et dirigeants de clubs européens.
Avec cette décision, deux équipes qui auraient marqué le même nombre de buts sur l’ensemble des deux matches d’une rencontre ne seront plus départagées en fonction du nombre de buts marqués à l’extérieur.

## Rencontres marquantes

### Inter Milan-Milan AC: stade commun aux deux clubs
Ce système peut engendrer des incohérences comme en 2003 lorsqu'en demi-finale de la Ligue des Champions 2002-2003 deux clubs partageant le même stade s'affrontent (Inter Milan et Milan AC).
|              | Domicile                                                      | Score                                                         | Extérieur                                                     |
| ------------ | ------------------------------------------------------------- | ------------------------------------------------------------- | ------------------------------------------------------------- |
| Match aller  | Milan AC                                                      | 0 – 0                                                         | Inter Milan                                                   |
| Match retour | Inter Milan                                                   | 1 – 1                                                         | Milan AC                                                      |
| Qualifié     | Milan AC avec 1 but à l'extérieur contre 0 pour l'Inter Milan | Milan AC avec 1 but à l'extérieur contre 0 pour l'Inter Milan | Milan AC avec 1 but à l'extérieur contre 0 pour l'Inter Milan |

La règle du but à l'extérieur a continué de s'appliquer quand bien même il s'agissait du même terrain. Toutefois, pour donner sens à la règle, l'attribution des places de supporters dans l'enceinte était faite en fonction du club censé jouer à domicile (déterminé lors du tirage au sort).

### Australie-Israël: même stade utilisé deux fois
Autres exemples soulignant le côté arbitraire de la règle du but à l'extérieur :
- Lors des qualifications pour la Coupe du monde de football des moins de 20 ans en 1991, une rencontre aller-retour entre l'Australie et Israël fut jouée deux fois en Australie en raison de la Première Intifada. L'Australie s'est finalement qualifiée grâce aux buts  « à l'extérieur ».
- La même chose est arrivée lors des qualifications pour la Coupe du monde de football 2010, entre les Bahamas et les Îles Vierges britanniques. Les deux rencontres se sont jouées aux Bahamas, dont l'équipe s'est pourtant qualifiée aux buts « à l'extérieur ».

### Glasgow Rangers-Sporting Portugal: erreur d'arbitrage
Il y eut un cas d'erreur arbitrale lors de la Coupe d'Europe des vainqueurs de coupe de football 1971-1972, la règle récemment introduite des tirs au but entrainant peut-être un flou autour de celle des buts à l'extérieur. Il s'agissait du huitième de finale entre les Glasgow Rangers et le Sporting Portugal.
|                                              | Domicile                                                                     | Score                                                                        | Extérieur                                                                    |  |
| -------------------------------------------- | ---------------------------------------------------------------------------- | ---------------------------------------------------------------------------- | ---------------------------------------------------------------------------- |  |
| Match aller                                  | Glasgow Rangers                                                              | 3 – 2                                                                        | Sporting Portugal                                                            |  |
| Match retour à la fin du temps réglementaire | Sporting Portugal                                                            | 3 – 2                                                                        | Glasgow Rangers                                                              |  |
| Score cumulé à la fin du temps réglementaire | Sporting Portugal                                                            | 5 – 5                                                                        | Glasgow Rangers                                                              |  |
|                                              |                                                                              |                                                                              |                                                                              |  |
| Match retour après prolongation              | Sporting Portugal                                                            | 4 – 3                                                                        | Glasgow Rangers                                                              |  |
| Score cumulé après prolongation              | Sporting Portugal                                                            | 6 – 6                                                                        | Glasgow Rangers                                                              |  |
| Buts marqués à l'extérieur                   | Sporting Portugal                                                            | 2 – 3                                                                        | Glasgow Rangers                                                              |  |
|                                              |                                                                              |                                                                              |                                                                              |  |
| Tirs au but (non règlementaires)             | Sporting Portugal                                                            | 3 – 0                                                                        | Glasgow Rangers                                                              |  |
| Qualifié selon l'arbitre                     | Sporting Portugal avec 3 tirs au but contre 0 pour les Glasgow Rangers       | Sporting Portugal avec 3 tirs au but contre 0 pour les Glasgow Rangers       | Sporting Portugal avec 3 tirs au but contre 0 pour les Glasgow Rangers       |  |
| Qualifié déclaré par l'UEFA                  | Glasgow Rangers avec 3 buts à l'extérieur contre 2 pour le Sporting Portugal | Glasgow Rangers avec 3 buts à l'extérieur contre 2 pour le Sporting Portugal | Glasgow Rangers avec 3 buts à l'extérieur contre 2 pour le Sporting Portugal |  |

Après un score cumulé de six partout, le Sporting, à domicile, remporte la séance de tirs au but 3-0. Seulement, à la suite d'une confusion ou méconnaissance du règlement, l'arbitre a fait jouer ces tirs au but alors qu'il n'aurait pas dû. En effet, après que les deux rencontres se sont terminées sur un 3-2 dans le temps réglementaire pour l'équipe locale, la prolongation vit chaque équipe ajouter un but, ce qui normalement qualifie l'équipe à l'extérieur, la prolongation faisant partie du match retour. L'arbitre avait donc soit oublié d'appliquer la règle du but à l'extérieur, soit mal interprété le règlement, considérant (à tort) qu'en prolongation (1-1) les buts à l'extérieur étaient ignorés (spécialement depuis l'entrée en vigueur de la règle des tirs au but). Les Rangers firent appel auprès de l'UEFA et obtinrent gain de cause avec une qualification à la clé. Quelques mois plus tard les Glasgow Rangers remportaient la compétition.

### Al-Ittihad Tripoli-Jeunesse sportive de Kabylie: aller-retour transformé en match unique
Lors de la coupe nord-africaine des clubs champions 2008-2009, la troisième place de la compétition s'est jouée entre Al-Ittihad Tripoli et Jeunesse sportive de Kabylie sur un seul match au stade du 11 juin à Tripoli en accord avec les deux équipes.
Dans un premier temps l'équipe libyenne de Al-Ittihad Tripoli obtient cette troisième place devant la Jeunesse sportive de Kabylie après un match nul 1-1 et le refus de la Jeunesse sportive de Kabylie de participer à l'épreuve des tirs au but. Après la fin du match sur le score de 1-1 et conformément à une décision prise lors d'une réunion d'avant-match, l'arbitre de la rencontre a en effet décidé d'organiser une séance de tirs au but pour désigner le vainqueur. Le match ayant eu lieu sur le terrain de Al-Ittihad Tripoli, le délégué de l'équipe algérienne Jeunesse Sportive de Kabylie considère néanmoins que le but de son équipe a été inscrit à l'extérieur et devrait compter pour deux buts. La JS Kabylie s'estime vainqueur et refuse de se soumettre à l'épreuve des tirs au but. Selon le président de la JS Kabylie Mohand Chérif Hannachi, le délégué du match n’aurait pas été assez clair lors de la réunion technique d’avant match et n'aurait envisagé les tirs au but qu’en cas de match nul sur le score de 0-0.
Devant la persistance des responsables de l'équipe kabyle dans leur refus de participer à la séance de tirs au but sous prétexte de ne pas avoir pris part à la réunion d'avant-match, l'arbitre déclare l'équipe libyenne de Al-Ittihad Tripoli vainqueur de la rencontre. Lors d'une réunion du comité exécutif de l’Union nord-africaine de football il sera décidé le lundi 19 janvier 2009 d'accorder la troisième place conjointement aux deux équipes et de partager équitablement la prime aux deux équipes en raison de l'absence de point réglementaire qui traite du système d'un match unique.